# Gamarra (kommun)
Gamarra är en kommun i Colombia.   Den ligger i departementet Cesar, i den norra delen av landet, 400 km norr om huvudstaden Bogotá. Antalet invånare är 14 472. Arean är 320 kvadratkilometer.
Terrängen i Gamarra är varierad.